# (37831) 1998 BH36
1998 بي إتش 36 (ويعرف أيضًا باسم (37831) 1998 بي إتش 36 وفق تسمية الكوكب الصغير) (بالإنجليزية: 1998 BH36)‏ هو كويكب ضمن حزام الكويكبات؛ وترتيبه 37831 من حيث الاكتشاف.
اكتُشف هذا الجُرم الفلكي بواسطة إيريك والتر إلست في 27 يناير 1998.

## وصلات خارجية
- (37831) 1998 BH36 في قاعدة بيانات مختبر الدفع النفاث لأجرام النظام الشمسي الصغيرة

- الاكتشاف · مخطط المدار ·  العناصر المدارية · المعلمات المادية

- (37831) 1998 BH36 على موقع ويكي سكاي: DSS2, SDSS, GALEX, IRAS, Hydrogen α, X-Ray, Astrophoto, Sky Map, Articles and images